# Spoorlijn 226B
Spoorlijn 226B is een Belgische industrielijn in de haven van Antwerpen. Ze loopt vanaf de aftakking Lillo bij het Antwerpen-Noord naar de spoorbundel Berendrecht.
De maximumsnelheid bedraagt 40 km/u.

## Aansluitingen
In de volgende plaatsen is er een aansluiting op de volgende spoorlijnen:
Y Oost Δ Lillo
Spoorlijn 27C tussen Y Ekerse Dijk en Antwerpen-Noord
Y Noord Δ Lillo
Spoorlijn 224/1 tussen Y West Δ Lillo en Y Noord Δ Lillo
Bundel Berendrecht
Spoorlijn 226 tussen Bundel Berendrecht en Y Berendrecht
Spoorlijn 226A tussen Y Berliwal en Bundel Berendrecht